# Sittesta
Sittesta är en by utanför Ösmo, öster om riksväg 73 i Nynäshamns kommun. Från 2015 avgränsas här en småort, efter att delar av området tidigare har ingått i Ösmo tätort.